# Явкинська сільська рада
Я́вкинська сільська́ ра́да — адміністративно-територіальна одиниця та орган місцевого самоврядування в Баштанському районі Миколаївської області. Адміністративний центр — село Явкине.

## Загальні відомості
- Територія ради: 90,1061 км²
- Населення ради: 2021 особа (станом на 2006 рік)

Сільська рада налічує 497 дворів, у тому числі: с. Явкине — 430, с. Червоний Став — 67. Кількість вулиць −10, у тому числі: с. Явкине — 8, с. Червоний Став — 2.
На території сільської ради розташовано два Пагорба Слави, в с. Явкине та в с. Червоний Став.
Сільська рада налічує 5 ставків. Площа ставків становить — 243,62 га, сільськогосподарські угіддя — 9 700 га.

## Населені пункти
Сільській раді підпорядковані населені пункти:
- с. Явкине
- с. Червоний Став

## Склад ради
Рада складається з 12 депутатів та голови.
- Голова ради: Волович Олег Михайлович
- Секретар ради: Волович Емма Олександрівна

### Керівний склад попередніх скликань
| Прізвище, ім'я, по батькові | Основні відомості                                                         | Дата обрання | Дата звільнення |
| --------------------------- | ------------------------------------------------------------------------- | ------------ | --------------- |
| Ліщина Іван Олександрович   | Сільський голова, 1954 року народження, член Партії регіонів              | 26.03.2006   | 31.10.2010      |
| Волович Олег Михайлович     | Сільський голова, 1959 року народження, освіта вища, член Партії регіонів | 31.10.2010   | 25.10.2015      |
| Волович Олег Михайлович     | Сільський голова, 1959 року народження, освіта вища, безпартійний         | 25.10.2015   | 22.10.2020      |
| Коврига Олександр Юрійович  | Староста, 1996 року народження, освіта вища, безпартійний                 | 19.12.2020   |                 |

Примітка: таблиця складена за даними сайту Верховної Ради України та ЦВК

### Депутати VII скликання
За результатами місцевих виборів 2015 року депутатами ради стали:

#### За округами
| № округу | Прізвище, ім'я, по батькові      | Ким висунуто  | Дата нар.  | Освіта             | Партійна приналежність                           | Відомості                                          |
| -------- | -------------------------------- | ------------- | ---------- | ------------------ | ------------------------------------------------ | -------------------------------------------------- |
| 1        | Пісорцова Світлана Олександрівна | Самовисування | 18.03.1982 | загальна середня   | безпартійна                                      | Явкинський відділ зв'язку, зав. поштою             |
| 2        | Покльопка Сергій Вікторович      | Самовисування | 20.05.1987 | загальна середня   | безпартійний                                     | ф/г «Володимир», водій                             |
| 3        | Василенко Олександр Миколайович  | Самовисування | 24.01.1959 | вища               | безпартійний                                     | ф/г «ВіК», голова ф/г «ВіК»                        |
| 4        | Корольова Євгенія Митрофанівна   | Самовисування | 30.10.1965 | вища               | безпартійна                                      | Явкинська сільська рада, спеціаліст-землевпорядник |
| 5        | Мирошниченко Надія Анатоліївна   | Самовисування | 31.05.1966 | вища               | безпартійна                                      | Явкинська сільська рада, гол. бухгалтер            |
| 6        | Берест Світлана Юріївна          | Самовисування | 14.05.1974 | середня спеціальна | безпартійна                                      | ДНЗ «Сонечко», завідувачка                         |
| 7        | Алєксєєва Ганна Михайлівна       | Самовисування | 06.01.1978 | загальна середня   | безпартійна                                      | ДНЗ «Сонечко», вихователь                          |
| 8        | Леонова Ольга Миколаївна         | Самовисування | 08.06.1963 | загальна середня   | безпартійна                                      | безробітня                                         |
| 9        | Гненний Олександр Іванович       | Самовисування | 15.04.1952 | вища               | член ПАРТІЇ "БЛОК ПЕТРА ПОРОШЕНКА «СОЛІДАРНІСТЬ» | Явкинська ЗОШ, директор Явкинської ЗОШ             |
| 10       | Волович Емма Олександрівна       | Самовисування | 23.12.1964 | вища               | безпартійна                                      | Явкинська сільська рада, секретар                  |
| 11       | Дудковська Наталія Вікторівна    | Самовисування | 06.03.1969 | загальна середня   | безпартійна                                      | Явкинський відділ зв'язку, листоноша               |
| 12       | Юдченко Марина Володимирівна     | Самовисування | 15.11.1975 | загальна середня   | безпартійна                                      | безробітня                                         |

### Депутати VI скликання
За результатами місцевих виборів 2010 року депутатами ради стали:

#### За суб'єктами висування
| Суб'єкт висування | Кількість обраних депутатів | %    |
| ----------------- | --------------------------- | ---- |
| Партія регіонів   | 15                          | 93,8 |
| Самовисування     | 1                           | 6,3  |

#### За округами
| № округу        | Прізвище, ім'я, по батькові    | Дата визнання обраним | Освіта             | Партійна приналежність | Відомості про обраного депутата                 |
| --------------- | ------------------------------ | --------------------- | ------------------ | ---------------------- | ----------------------------------------------- |
| Партія регіонів |                                |                       |                    |                        |                                                 |
| 1               | Мирошниченко Надія Анатоліївна | 01.11.2010            | середня спеціальна | член Партії регіонів   | Явкинська сільська рада, головний бухгалтер     |
| 3               | Котлярова Тетяна Вікторівна    | 01.11.2010            | середня            | член Партії регіонів   | Явкинська сільська рада, діловод                |
| 4               | Савченко Алла Вікторівна       | 01.11.2010            | середня спеціальна | член Партії регіонів   | тимчасово не працює                             |
| 5               | Валентова Олена Іванівна       | 01.11.2010            | середня            | член Партії регіонів   | Явкинська сільська рада, бухгалтер              |
| 6               | Леонова Ольга Миколаївна       | 01.11.2010            | середня            | член Партії регіонів   | тимчасово не працює                             |
| 7               | Нікітін Євгеній Миколайович    | 01.11.2010            | вища               | член Партії регіонів   | Явкинська дільнична амбулаторія, головний лікар |
| 8               | Алексєєва Ганна Михайлівна     | 01.11.2010            | середня            | член Партії регіонів   | Магазин ПП «Гусєв», реалізатор                  |
| 9               | Сєвдєєв Георгій Трохимович     | 01.11.2010            | середня            | член Партії регіонів   | тимчасово не працює                             |
| 10              | Кучер Анатолій Григорович      | 01.11.2010            | вища               | член Партії регіонів   | Явкинська загальноосвітня школа, вчитель        |
| 11              | Кізюн Віктор Анатолійович      | 01.11.2010            | середня            | член Партії регіонів   | тимчасово не працює                             |
| 12              | Ліщина Іван Олександрович      | 01.11.2010            | вища               | член Партії регіонів   | Явкинська сільська рада, сільський голова       |
| 13              | Петракова Емма Олександрівна   | 01.11.2010            | середня спеціальна | член Партії регіонів   | Явкинська сільська рада, секретар               |
| 14              | Козирева Олександра Миколаївна | 01.11.2010            | середня            | член Партії регіонів   | тимчасово не працює                             |
| 15              | Юдченко Марина Володимирівна   | 01.11.2010            | середня            | член Партії регіонів   | тимчасово не працює                             |
| 16              | Піщ Любов Максимівна           | 01.11.2010            | середня            | член Партії регіонів   | тимчасово не працює                             |
| Самовисування   |                                |                       |                    |                        |                                                 |
| 2               | Плотник Галина Петрівна        | 01.11.2010            | середня            | член Партії регіонів   | тимчасово не працює                             |

## Населення
Згідно з переписом УРСР 1989 року чисельність наявного населення сільської ради становила 1703 особи, з яких 783 чоловіки та 920 жінок.
За переписом населення України 2001 року в сільській раді мешкало 1585 осіб.

### Мова
Розподіл населення за рідною мовою за даними перепису 2001 року:
| Мова       | Відсоток |
| ---------- | -------- |
| українська | 69,86 %  |
| російська  | 27,44 %  |
| молдовська | 1,89 %   |
| вірменська | 0,44 %   |
| білоруська | 0,38 %   |